# Phalloptychus
Genre
Le genre Phalloptychus comprend plusieurs espèces de poissons de la famille des Poeciliidae.

## Liste des espèces
Selon Fishbase:
- Phalloptychus eigenmanni Henn, 1916
- Phalloptychus januarius (Hensel, 1868)